# Besvärsgatan
Besvärsgatan är en cirka 75 meter lång återvändsgata i stadsdelarna Annedal, Landala och Vasastaden i Göteborg. Gatan övergår vid sitt slut vid Annedals Trappor i en gångväg, som sträcker sig cirka 300 meter upp till Övre Besvärsgatan. Namnet fick gatan 1883 av att det "vållade besvär" att ta sig fram på gatan, då den var både brant och stenig. År 1926 anges gatan sträcka sig "från Haga Kyrkogata, söder ut," och 1937 står den som "delvis utlagd" med sträckningen "från Föreningsgatan till Övra Besvärsgatan." Nuvarande sträckning förekommer i 1946 års utgåva av Poliskalendern, "från Föreningsgatan 9, gångförbindelse med Övra Besvärsgatan."
Första gången som gatan anges i Göteborgs Adress- och Industrikalender är 1884, då med namnet Besvärsvägen, från Föreningsgatan upp mot Landala.
Besvärsgatan är numrerad 1-7, och består av följande fastigheter:
- (1) Annedal 3:3
- (3) Annedal 3:4
- (5) Annedal 4:3
- (7) Annedal 4:4